# Josep Batlle i Carreó
Josep Batlle i Carreó (Sitges, Cataluña, España, 25 de mayo de 1773 – Montevideo, Uruguay, 21 de diciembre de 1854), también conocido como José Batlle y Carreó, fue un comerciante y un cronista en Uruguay, iniciador de una dinastía de prohombres uruguayos que incluye a cuatro presidentes constitucionales en ese país: Lorenzo Batlle y Grau (1868-1872), José Batlle y Ordóñez (1903-1907 y 1911-1915), Luis Batlle Berres (1947-1951) y Jorge Batlle Ibáñez (2000-2005).

## Biografía
Viajó por el Mediterráneo y por México, hasta que en 1800, se estableció en Montevideo como comerciante de harina y trigo. Construyó un molino en La Aguada, entonces en las afueras de Montevideo, y como propietario que era de barcos mercantes, negoció con Buenos Aires y con España.
Durante las luchas de emancipación del virreinato del Río de la Plata (1810-1828), participó inicialmente como voluntario del Tercio de Miñones (llamado los migueletes), en la defensa de Montevideo y en apoyo a la metrópolis. En 1815 partió como exiliado político a Río de Janeiro, volviendo a Barcelona en 1820, aunque con posterioridad retornó a Montevideo, escribiendo sus memorias, y convirtiéndose así en un cronista de su época.
Sus descendientes quedaron ligados a Uruguay, y constituyeron una familia de notables entre los que se cuentan cuatro presidentes constitucionales:
- Su hijo Lorenzo Batlle y Grau (1810-1887), también conocido como Lorenzo Cristóbal Manuel Batlle y Grau, o simplemente como Lorenzo Batlle, militar y político uruguayo, y presidente de Uruguay entre 1868 y 1872.[9][10]

- Su nieto José Batlle y Ordóñez (1856-1929), también conocido como José Pablo Torcuato Batlle Ordóñez o simplemente como José Batlle, político y periodista uruguayo, fue presidente de Uruguay en dos períodos, 1903-1907 y 1911-1915, y además fue fundador del movimiento llamado Batllismo, que dejó reflejada su impronta en la Constitución de 1917.[11][12][13][14][15][16]

- Su bisnieto Luis Batlle Berres (1897-1964), también conocido como Luis Conrado Batlle Berres y como Luis Batlle y Berres, y además sobrino de José Batlle y Ordóñez, político y periodista uruguayo, fue presidente de Uruguay de 1947 a 1951 y de manera colegiada de 1955 a 1956.[17][18][19][20]

- Su tataranieto Jorge Batlle Ibáñez (1927-2016), también conocido como Jorge Luis Batlle Ibáñez o simplemente como Jorge Batlle, abogado, periodista, y político uruguayo, por su parte, fue presidente de Uruguay entre 2000 y 2005.[21][22][23][24][25]